# Aleja Niepodległości w Olsztynie
Aleja Niepodległości – ulica w Olsztynie, na osiedlu Kościuszki łącząca ulicę Wincentego Pstrowskiego z placem Roosevelta.

## Historia
W czasach Prus Wschodnich aleja Niepodległości nosiła nazwę Warschauer Straße (ulica Warszawska). W 1933 roku, po dojściu Adolfa Hitlera do władzy, aleja, wraz z dzisiejszą ulicą Mochnackiego, zmieniła nazwę na Straße der SA (ulica Sturmabteilungu – oddziałów szturmowych). Część alei Niepodległości, od dzisiejszego placu Roosevelta do alei Sikorskiego, nosiła nazwę Jommendorfer-Straße (ulica Jarocka, od wsi Jaroty niem.Jommendorf). Przy alei Niepodległości znajdowała się fabryka spółki Beyer i Thiel.
W latach 70. XX wieku, z okazji dożynek centralnych i przyjazdu byłego I Sekretarza KC PZPR Edwarda Gierka, aleja została podwyższona i poszerzona o dodatkową jezdnię. Przy poszerzaniu alei i budowie mostu Mariackiego, nurt rzeki Łyny został przeniesiony. Przed otwarciem alei Obrońców Tobruku, aleja Niepodległości była częścią drogi tranzytowej przez Olsztyn.

## Dane alei
Aleja Niepodległości jest ulicą dwujezdniową, posiadającą po dwa pasy dla ruchu ogólnego i po jednym pasie przeznaczonym dla autobusów w każdym kierunku,
W ciągu alei znajdują się następujące sygnalizacje świetlne:
- plac Roosevelta
- skrzyżowanie z ulicą Knosały
- skrzyżowanie z ulicą Mariańską
- skrzyżowanie z ulicą Kościuszki

W ciągu alei znajduje się Most Mariacki, umożliwiający przejazd nad rzeką Łyną

## Obiekty i pomniki
Wzdłuż alei Niepodległości znajdują się:
- Dom Dziennego Pobytu Dzieci „Arka” – niemiecka willa eklektyczna wybudowana w latach 1900–02, której właścicielem był Conrad Hermenau.
- Miejski Szpital Zespolony im. Mikołaja Kopernika (znany dawniej jako Szpital Mariacki)
- Szkoła Podstawowa nr 10 im. Władysława Broniewskiego
- Wojewódzka Jednostka Ratowniczo-Gaśnicza nr 1 Państwowej Straży Pożarnej z zabytkową remizą z początku XX wieku. Na budynku remizy trzy płaskorzeźby przedstawiające pracę strażaków, autor: Sylwin Mydlak, data powstania: lata 60. XX w.

oraz pomniki:
- Na terenie Szkoły Podstawowej nr 10 im. Władysława Broniewskiego – pomnik patrona szkoły
- Na skrzyżowaniu Al. Niepodległości z ul. A, Śliwy, obok remizy straży pożarnej - pomnik Pamięci poległym w akcji strażakom, projekt: Agnieszka Janek - Maślanka, wykonanie: Jacek Walawski, odsłonięty 11 września 2006 roku.

## Komunikacja
Do 31 lipca 1971 roku, aleją Niepodległości jeździły trolejbusy linii 4 na trasie ulica Limanowskiego – Osiedle Mazurskie. Dziś zastąpiły je linie autobusowe.